# Cricquebœuf
Cricquebœuf ist eine französische Gemeinde mit 266 Einwohnern (Stand: 1. Januar 2022) im Département Calvados in der Region Normandie. Sie gehört zum Arrondissement Lisieux und zum Kanton Honfleur-Deauville. Die Einwohner werden Cricquebœuviens genannt.

## Geografie
Cricquebœuf liegt etwa zehn Kilometer südsüdöstlich von Le Havre am südlichen Ausgang des Seine-Ästuars zum (Ärmelkanal). Umgeben wird Cricquebœuf von den Nachbargemeinden Pennedepie im Osten, Saint-Gatien-des-Bois im Südosten, Trouville-sur-Mer im Süden sowie Villerville im Westen.

## Bevölkerungsentwicklung
| Jahr                       | 1962 | 1968 | 1975 | 1982 | 1990 | 1999 | 2006 | 2019 |
| Einwohner                  | 127  | 169  | 130  | 172  | 186  | 182  | 207  | 267  |
| Quellen: Cassini und INSEE |      |      |      |      |      |      |      |      |

## Sehenswürdigkeiten
- Kirche Saint-Martin aus dem 12. Jahrhundert, Monument historique (genannt chapelle-aux-lierres / Efeu-Kapelle)

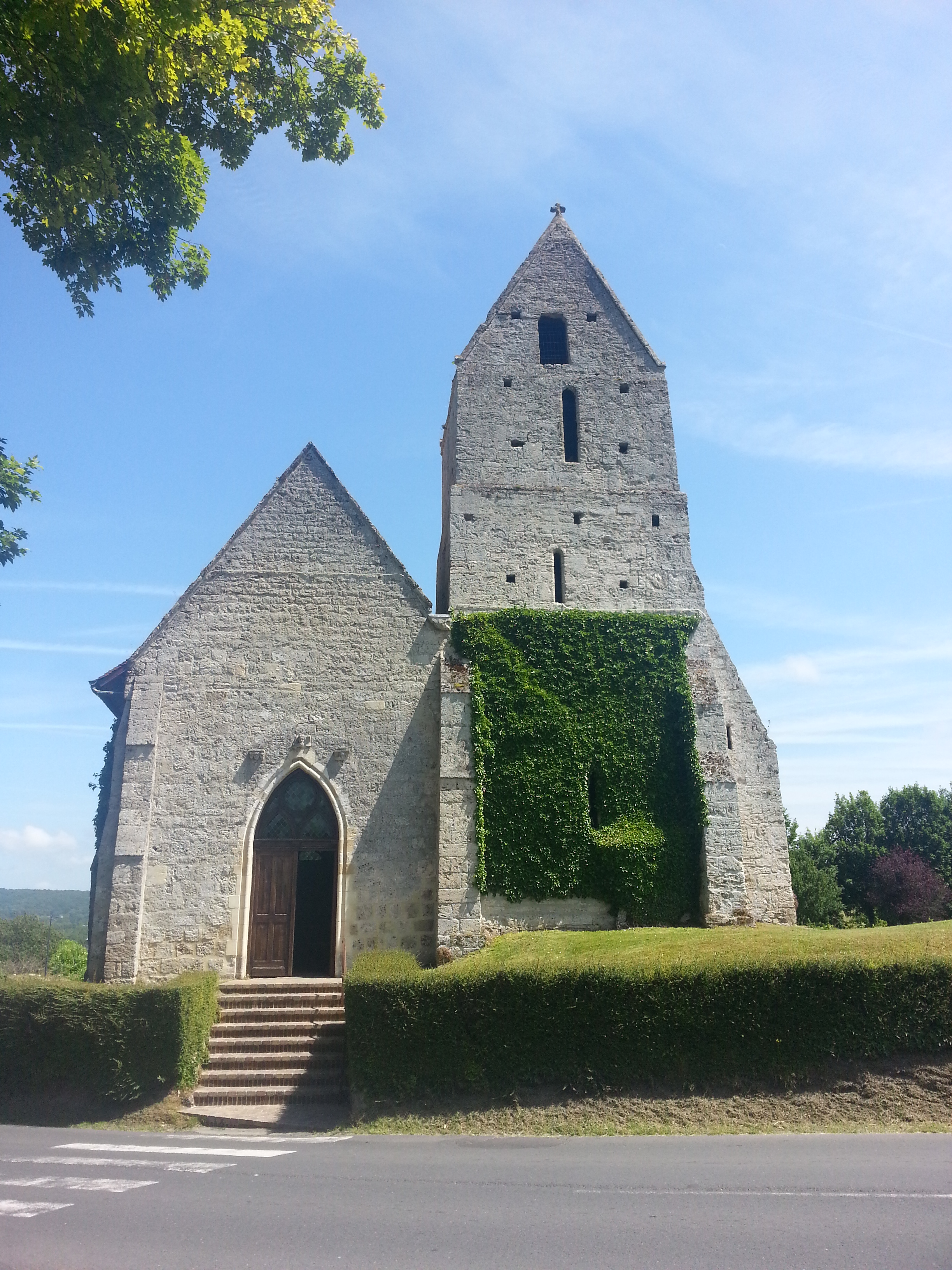
Kirche Saint-Martin